# Rensselaer (Indiana)
Rensselaer è una città degli Stati Uniti d'America, situata nello Stato dell'Indiana e in particolare nella contea di Jasper, della quale è il capoluogo.